# Unione Sportiva Sestri Levante 1919
Maillots
L'Unione Sportiva Sestri Levante 1919 est un club de football italien fondé en 1919 et basé à Sestri Levante.